# Veľké Slemence
Veľké Slemence este o comună slovacă, aflată în districtul Michalovce din regiunea Košice. Localitatea se află la altitudinea de 103 m deasupra n.m., se întinde pe o suprafață de 9,972 km2 și în 2017 număra 576 de locuitori. Se învecinează cu comuna Mali Selmenți.

## Istoric
Localitatea Veľké Slemence este atestată documentar din 1332.

## Demografie
| An:                | 1994 | 2004   | 2014   | 2024   |
| ------------------ | ---- | ------ | ------ | ------ |
| Număr de persoane: | 592  | 598    | 581    | 583    |
| Diferență:         |      | +1,01% | −2,84% | +0,34% |

| An:                | 2023 | 2024   |
| ------------------ | ---- | ------ |
| Număr de persoane: | 595  | 583    |
| Diferență:         |      | −2,01% |